# August Franke (Politiker)
August Franke (* 14. Februar 1920 in Haldorf; † 21. Oktober 1997) war ein hessischer Politiker (SPD). Er war Landrat und Abgeordneter des Hessischen Landtags.

## Ausbildung und Beruf
Franke, Sohn eines Maurers, machte nach der Volksschule wie auch seine Brüder eine Maurerlehre und bildete sich dann mit Fernstudium und Abendkursen fort. 1937 bis 1940 besuchte er die Höhere Technische Staatslehranstalt für Hoch- und Tiefbau in Kassel, die er im August 1940 mit dem Examen als Hochbauingenieur abschloss. Am 16. August 1940 begann er seine Arbeit bei der Bauabteilung der Landesbauernschaft Kurhessen, wurde aber bereits am 3. Oktober 1940 zur Wehrmacht einberufen. Nach schwerer Verwundung wurde er im Dezember 1942 aus dem Heer entlassen und ging zurück zur Landesbauernschaft. Dort wurde er im Juni 1945 Leiter der Bauabteilung und am 1. Januar 1951 zum Baurat ernannt. Am 1. Oktober 1956 wechselte er als Geschäftsführer zu der Siedlungsgesellschaft „Hessische Heimat“ in Kassel. Diese Stellung hatte er bis 1960 inne.

## Politik
Franke war Mitglied der SPD und dort Mitglied des Bezirksvorstandes Nordhessen und des Agrarausschusses beim Bundesvorstand. Vom 1. April 1946 bis 1960 war er ehrenamtlicher Bürgermeister seiner Heimatgemeinde Haldorf (heute Ortsteil von Edermünde). In seine dortige Amtszeit fiel der Bau des ersten Dorfgemeinschaftshauses in Hessen. Schon seit 1946 war er außerdem Mitglied des Kreistags von Fritzlar-Homberg. Vom 1. Dezember 1954 bis zum 30. November 1970 war Franke Mitglied des Hessischen Landtags. Am 1. Juli 1960 wurde er Landrat des Landkreises Fritzlar-Homberg. Nach der Gebietsreform in Hessen wurde er ab dem 1. Januar 1974 mit der Wahrnehmung der Aufgaben des Landrats des neu gebildeten Schwalm-Eder-Kreises beauftragt. Am 4. Juni 1974 wurde er dann offiziell zum Landrat des Schwalm-Eder-Kreises gewählt. Dieses Amt hatte er bis zum 10. November 1984 inne. In den Jahren 1954, 1959, 1964 und 1969 gehörte er der Bundesversammlung an.

## Ehrungen
August Franke bekam 1980 für seine Verdienste um den Schwalm-Eder-Kreis die Freiherr-vom-Stein-Plakette und 1980 das Große Verdienstkreuz der Bundesrepublik Deutschland verliehen. Der Aussichtsturm auf dem Knüllköpfchen trägt ihm zu Ehren den Namen August-Franke-Turm.

## Familie
Franke war verheiratet und Vater von drei Kindern. Sein Sohn Edgar Franke war langjähriger Bürgermeister von Gudensberg und ist seit 2009 Mitglied des Deutschen Bundestages.

## Veröffentlichungen
- August Franke (Hrsg.): Ein Leben für die Freiheit. Eine Besinnung auf die Männer des 20. Juli 1944 anläßlich der Einweihung der Vertriebenen-Siedlung Adam von Trott zu Solz in Kassel. Bärenreiter, Kassel 1960.
- August Franke: Fritzlar-Homberg gestern, heute, morgen. Hrsg. Hessische Tribune e. V., Kassel 1960.